# 진 (괘)
진(震)은 팔괘의 하나이다. 점괘의 형태는 이며, 첫효는 양, 제2효·제3효는 음으로 구성된다. 또는 육십사괘의 하나이며, 진이뢰. 진하진상으로 구성된다.

## 괘상
원의는 가장 아래(창째)에 일양이 생기고, 한없이 전진하는 모습. 여기로부터 시동시·번개·용·족·장남·젊은 남성 등을 상징한다. 방위로서는 동쪽(지지에서는 묘)를 나타낸다. 현대 사회에서는 전신 전화·고속 통신 등. 시간에 거짓말쟁이로도 된다. 육체에서는 청각·간장·대사 등.
납갑에서는 경, 오행의 돈, 오방의 서쪽이 맞힌다.

## 선천도
복희선천 팔괘에서의 순서는 4이며, 방위는 사우괘의 하나로 북동에 배치된다. 음양 소식은 일양이 생겼더니 있다.